# J. Michael Straczynski
Joseph Michael Straczynski (ur. 17 lipca 1954 w Paterson, New Jersey) – amerykański scenarzysta, producent telewizyjny i pisarz polskiego pochodzenia. Najbardziej znanym autorskim dziełem Straczynskiego jest serial Babilon 5.

## Życiorys
Jego rodzicami byli Evelyn (z domu Pate) i Charles Straczynski. Jego dziadkowie przybyli do Ameryki w czasie Rewolucji październikowej. 
Ukończył psychologię i socjologię na San Diego State University. Jego biografia podaje, że napisał pierwszą sztukę, gdy miał 17 lat, pierwszy sitcom w wieku 21 lat, zaś sprzedał swój pierwszy scenariusz, gdy miał 24 lata. W wieku 28 lat miał na swoim koncie ponad 150 artykułów prasowych, sztuki, scenariusze radiowe i telewizyjne. Przez pięć lat był współgospodarzem radiowego talk show w Los Angeles, przez kilka lat uczył także pisarstwa. 
Obecnie mieszka na obszarze Los Angeles. 
Asteroida, odkryta w 1992 w Narodowym Obserwatorium Kitt Peak, została nazwana (8379) Straczynski na jego cześć.

## Telewizja i film
Pracę w telewizji zaczął w 1983 r. Jego najsłynniejsze dzieło – serial Babilon 5, którego był twórcą, głównym scenarzystą (92 ze 110 odcinków) i producentem, zdobyło m.in. po dwie nagrody Emmy oraz Hugo. Straczynski wyprodukował także sequel Babilonu – serial Crusade oraz postapokaliptyczny serial Jeremiah. 
Straczynski pracował także przy produkcji filmów fabularnych. Oprócz sześciu filmów rozgrywających się w realiach Babylon 5, napisał scenariusz nagrodzonej adaptacji powieści Roberta Louisa Stevensona Dr. Jekyll i Mr. Hyde dla sieci "Showtime", oraz scenariusze filmów Murder, She Wrote i Murder, She Wrote: A Story to Die For, które także wyprodukował.
Obecnie jest zaangażowany w proces realizacji kilku innych przedsięwzięć filmowych (World War Z, Silver Surfer, They Marched into Sunlight, Lensman, Proving Ground,, Ninja Assassin, Forbidden Planet). 
Film Oszukana (Changeling 2008 r., z Angeliną Jolie w roli głównej), autorem scenariusza którego jest Straczynski, został nominowany m.in. do Oscara i nagród BAFTA w kilku kategoriach (w tym BAFTA dla Straczynskiego).

## Pisarstwo i komiks
Straczynski jest autorem trzech horrorów: Demon Night, Othersyde i Tribulations. oraz ok. 20 krótkich form zebranych w tomach Tales from the New Twilight Zone and Straczynski Unplugged. Opublikował także kilka tekstów ze świata Babilon 5. 
Straczynski publikował także w Los Angeles Times, Los Angeles Herald-Examiner, Writer's Digest, Penthouse, San Diego Magazine, Twilight Zone Magazine, San Diego Reader, Los Angeles Reader i Time.
Wydał podręcznik pisania scenariuszy The Complete Book of Scriptwriting, który miał już trzy wydania i jest bardzo często używany jako podstawowy podręcznik na kursach pisania scenariuszy.
Straczynski był od dawna fanem komiksów. Zaczął pisać swój pierwszy komiks w latach 80. 
Jego dorobek komiksowy obejmuje tytuły: Teen Titans, The Twilight Zone, Star Trek, Babylon 5, Rising Stars, Midnight Nation, Delicate Creatures, The Amazing Spider-Man, Fantastic Four, Thor. Do roku 2009 pracował dla Marvel Comics ale w wyniku sporów z szefem wydawnictwa, Joe Quesadą, Straczynski odszedł do DC Comics. Jego ostatni projekt dla Marvela, miniseria the Twelve pozostaje nieukończona.

## Nagrody
Oprócz wspomnianych nagród Emmy i Hugo otrzymał także: Ray Bradbury Award, nagrodę Saturn, E Pluribus Unum Award, Eisner Award, Inkpot Award, Eagle Award.

## Kontrowersje
O jego pracy przy The Amazing Spider-Man krążą sprzeczne opinie. Jedni chwalą go za doskonałe zrozumienie sedna postaci i tchnięcie w nią nowej świeżości. Inni jednak wytykają mu niektóre pomysły jako kalanie rzeczy dla fanów Człowieka-Pająka świętych. Szczególnie razi ich przewijający się przez długi czas wątek możliwości, że źródło mocy bohatera jest inne niż przypuszczał oraz historia Sins Past w której ujawniono, że jego pierwsza wielka miłość, Gwen Stacy, miała romans z jego największym wrogiem, Normanem Osbornem. Największe kontrowersje wzbudza jednak ostatnia historia, One More Day. Była ona pisana całkowicie pod dyktando Joego Quesady, przez co Straczynski chciał usunąć swoje nazwisko z listy autorów i była początkiem sporu, który przyczynił się do jego odejścia z Marvela.